# فرانشيسكو فالياني
فرانشيسكو فالياني (بالإيطالية: Francesco Valiani)‏ (مواليد 29 أكتوبر 1980 في بستويا - إيطاليا) لاعب كرة قدم إيطالي يلعب حاليا لصالح نادي الدرجة الأولى بولونيا الإيطالي منذ 2008 في مركز الجناح الأيسر . .

## روابط خارجية
- فرانشيسكو فالياني على موقع قاعدة بيانات كرة القدم.إي يو (الإنجليزية)
- فرانشيسكو فالياني على موقع Soccerway.com (الإنجليزية)
- فرانشيسكو فالياني على موقع عالم كرة القدم.نت (الإنجليزية)
- فرانشيسكو فالياني على موقع كووورة
- فرانشيسكو فالياني على موقع AS.com (الإسبانية)